# ジョン・ケージ 小鳥たちのために
『ジョン・ケージ 小鳥たちのために』 (John Cage, Pour les oiseaux) は、ジョン・ケージが1976年に著した書籍。フランスのダニエル・シャルルとの共著。

## 概要
1970年10月、パリ国際音楽週間で企画された「ジョン・ケージの日々」にて、ケージとシャルルは対談と公開討論を行った。のちに1970年末から71年初頭にかけて、ケージはシャルルと対話を行い、その記録をもとに本書を制作した。ケージの音楽論や芸術論、自作の評価、思想、フランスでの彼に対する批判への反論などが語られている。
書名はジョン・ケージが考えたもので、自分の名前を使った言葉遊び。ケージの姓 "Cage" は、英語とフランス語のいずれにおいても「鳥籠」を意味し、書名は「小鳥たちのための鳥籠」とも読める。

### ジョン・ケージとの問答
構造と素材  / 方法と形態 / 若い時代の作品 / プリペアード・ピアノ / 沈黙の役目 / 音楽への禅の適用 / 表現性の彼方へ：偶然の使用 時間の解放 / 『易経』 / いくつかの偶然の出来事について / 関係について / 組織化から残るもの / 瞬間、持続、反復 / 自己の超克 / エレクトロ・アコースティック技術と〈ライヴ・エレクトロニック・ミュージック〉 / 空間の重要性〜『ミュージサーカス』 / ハプニングの正しい使い方について / アナーキーと有用なもの / 最近のいくつかのコンサートについて / 反政治 / 討論

### ジョン・ケージとの十の対話
第1の対話
 ビューリック、カウエル、シェーンベルク / 時間の重要性について / フィッシンガーと騒音の問題 / ヴァレーズに対する隔たり / エレクトロ・アコースティック音楽について / ソルフェージュの概念についての議論 / 実験音楽とアナーキー / 関係の批判 / 不確定性とその不安定さ / 生成しつつある世界 
第2の対話
 ヴァージル・トムソン / 静と動〜どこへも向かわずに / 生活としての芸術 / 生の哲学への反論 / スタシスと目的の不在 / 弟子達 / 大学 / マクルーハン：存在するものへの開かれた態度 / 無秩序への意志 / 無心の好機について / 円融無礙 / 無の問題 / フラーと3という数 / 偶然について / 鈴木大拙と『荘子』 / 『易経』について：道教と近代科学 / 騒音と無為に関する議論 / 存在するものすべてに対する責任 / 有用なものの重要性 / 豊かさと不敬 / 自由と実在
第3の対話
 インドの美学思想と感情理論 / 普遍性への道〜受容 / クーマラスワミへの敬意 / マイスター・エックハルト / アラン・ワッツについて：極東の正しい使い方 / バックミンスター・フラー賞讃 / マルクス主義からの異議 / 討論／アナーキーの意味 / ソローの例 / 牢獄批判 / 詩的生活の必要：ノーマン・ブラウン / 技術に対する態度 / 言語に適用された不確定性：『ソロー・ミックス』 / 『デュシャンに捧ぐ』 / 文字主義について / 〈無限の可能性を秘めた詩〉 / 『サイレンス』から『ア・イヤー・フロム・マンデー』まで / 文字におけるモザイク形態または偶然 / ジョイスの意義 / 声による音楽：キャシー・バーベリアンと『ソング・ブックス』 / 非-線形
第4の対話
 デイヴィッド・テュードア：演奏家と作曲家 / テュードアとの演奏旅行 / 作曲における自己の排除 / 『ヴァリエーションズII』の仕事 / 時間を解放する方法として考案された記譜法について / 演奏者の蜂起 / 空間の意味：重視された作品と非-線形的構造 / 録音についての批判：『ヴァリエーションズIV』 / 『カートリッジ・ミュージック』について / 対象物から過程へ / ライヴ・エレクトロニック・ミュージック：構想と演奏に関する問題 
第5の対話
 『HPSCHD』：レジャレン・ヒラーとの合作 / プログラミングの難しさ / コンピューターにかけられたモーツァルト / 『チープ・イミテーション』 / 『ピアノのためのコンサート』について：異なったものの集積 / サーカスの状況 / クセナキスについて / 開かれた状態〜偶発性 / 会話と伝達 / ラ・モンテ・ヤングとフェルドマンについて：対象物-音楽 / 過程の謎 / 言語の音楽家 / テリー・ライリーについて / クリスチャン・ウォルフ賞讃 / コンセプチュアル・アートのこと / 経験を選り分けることはできない〜『ヴェクサシオン』の逆説 / ヴィトゲンシュタインを巡って
第6の対話
 画家との関わり：ラウシェンバーグとマーク・トービー / カリグラフィズム / 書法技術の変遷 / 『記譜法』：水族館 / マース・カニンガムとの共同作業 / 空間：共存と同時性 / ブラック・マウンテンでの最初のハプニング / アルトーと音楽の演劇化 / ハプイングのいろいろな種類 / カプローとヒギンズ / 白南準 / 『レユニオン』とゲームの思想 / 『三十三と三分の一』 / 観客参加：『ニューポート・ミックス』『ローツァルト・ミックス』『ヴァリエーションズV』 / ジャズとフリー・ジャズ / サン・ポート・ド・ヴァンスでの『ミュージアム・イヴェント』について〜『カンフィールド』 / ロック賞讃 
第7の対話
 『チープ・イミテーション』：不確定性の消失? / 音楽における他者の存在 / デヴィッド・テュードアへの敬意 / 自我を超えた多数のために / フランスでの状況について / ピエール・ブーレーズとの交際 / 個人主義 / 愛と落着き / サティへの愛着 / 『ソング・ブックス』の主題：サティとソロー / ストーニー・ポイントでの生活 / 菌類学 / 麻薬と同胞愛
第8の対話
 視覚的効果と映画音楽 / 『HPSCHD』における音と映像 / 『HPSCHD』の録音 / パリでの『ミュージサーカス』と組織の意義 / 秩序と無秩序；シュトックハウゼンとクリスチャン・ウォルフ / クセナキスについて / 日本と日本の音楽 / 徳への招きとしての音楽芸術について / 聴く修練 / フラー式大学へ向けて / 経済と営利に逆らって / 〈行為〉と生産性のもたらす害
第9の対話
 〈ゼロの時間〉と沈黙 / 作品とゲーム / 規則に逆らって〜〈祝典〉 / これからの作品 / 秩序と無秩序の両立について / 『易経』と分子生物学 / 豊かさ〜量と質 / 世界に住む / 金銭の役割り / すべてはすでに考察された / 多領域にわたる交流について / 灰皿に内在する生〜『ヴァリエーションズVII』について / エレクトロニック・エンツァファログラフィー音楽 / シュールレアリスムとダダイズム / リズムと非整合性
第10の対話
 ケージにもっとも感銘を与えた10冊の本 / ノーマン・ブラウンの重要性 / 性の問題 / 新道家思想について / 音楽と環境の一致 / 環境と体制 / 音楽、均衡、事物の調和 / アンリ・プッスールの改良主義について / 主観性の超克 / 音楽の世界化 / 革命とシナジー

### ジョン・ケージ年譜
1981年までのケージの活動を収録。

## 書誌情報
原書
- John Cage, Pour les oiseaux (1976)

翻訳
- 『ジョン・ケージ 小鳥たちのために』 青山マミ訳、青土社、1982年。 - 装丁は鈴木昭男、カバーイラストはNana Suzuki